# Lepak
Lepak is een bestuurslaag in het regentschap Oost-Lombok van de provincie West-Nusa Tenggara, Indonesië. Lepak telt 8024 inwoners (volkstelling 2010).